# Kaori Takahashi
Kaori Takahashi (jap. 高橋 馨, Takahashi Kaori; * 30. März 1974 in der Präfektur Iwate) ist eine ehemalige japanische Synchronschwimmerin.

## Erfolge
Kaori Takahashi sicherte sich 1994 als Teil der japanischen Mannschaft bei den Weltmeisterschaften in Rom die Bronzemedaille. Mit 183,215 Punkten blieben sie ebenso hinter den mit 185,883 Punkten erstplatzierten US-Amerikanerinnen zurück wie hinter den mit 183,263 Punkten zweitplatzierten Kanadierinnen. Zwei Jahre darauf nahm sie in Atlanta an den Olympischen Spielen teil und schloss den Mannschaftswettkampf zusammen mit Miho Takeda, Miya Tachibana, Akiko Kawase, Raika Fujii, Miho Kawabe, Junko Tanaka, Riho Nakajima und Rei Jimbo mit einer Gesamtwertung von 97,753 Punkten auf dem dritten Platz ab, womit die Japanerinnen hinter den Mannschaften der Vereinigten Staaten, die mit 99,720 Punkten Olympiasieger wurden, und Kanadas, die mit 98,367 Punkten Silber erhielten, eine weitere Bronzemedaille gewannen. Kawase, Fujii, Tachibana, Takeda und Jimbo hatten ebenso wie Takahashi bereits 1994 zum japanischen Kader gehört.
Die Spiele waren Takahashis letzter internationaler Wettkampf. Sie ging während ihrer Laufbahn für die Nihon-Universität an den Start, wo sie auch studierte, sowie für den Tokyo Synchronizer Club.